# (39808) 1997 WQ25
1997 دابليو كيو 25 (ويعرف أيضًا باسم (39808) 1997 دابليو كيو 25 وفق تسمية الكوكب الصغير) (بالإنجليزية: 1997 WQ25)‏ هو كويكب ضمن حزام الكويكبات؛ وترتيبه 39808 من حيث الاكتشاف.
اكتُشف هذا الجُرم الفلكي بواسطة توم ستافورد في 25 نوفمبر 1997.

## وصلات خارجية
- (39808) 1997 WQ25 في قاعدة بيانات مختبر الدفع النفاث لأجرام النظام الشمسي الصغيرة

- الاكتشاف · مخطط المدار ·  العناصر المدارية · المعلمات المادية

- (39808) 1997 WQ25 على موقع ويكي سكاي: DSS2, SDSS, GALEX, IRAS, Hydrogen α, X-Ray, Astrophoto, Sky Map, Articles and images